# Jeffrey Epstein
Jeffrey Edward Epstein (New York, 20 gennaio 1953 – New York, 10 agosto 2019) è stato un imprenditore e criminale statunitense, arrestato e condannato per abusi sessuali e traffico internazionale di minori.
Ha iniziato la sua vita professionale come insegnante, ma poi è passato al settore bancario e finanziario in vari ruoli, lavorando presso la Bear Stearns prima di fondare la propria azienda. Nel 2005, la polizia di Palm Beach, in Florida, ha iniziato a indagare su Epstein dopo che un genitore lo aveva denunciato per abuso sessuale. Epstein si è dichiarato colpevole ed è stato condannato nel 2008 da un tribunale dello stato della Florida per aver procurato delle ragazze minorenni ad alcuni politici, scontando 13 mesi di detenzione.
È stato condannato solo per questi due crimini nell'ambito di un controverso patteggiamento; i funzionari federali avevano identificato 36 ragazze, alcune di appena 14 anni, di cui Epstein avrebbe abusato sessualmente. Epstein è stato nuovamente arrestato il 6 luglio 2019, con l'accusa federale per traffico sessuale di minori in Florida e New York.
È morto nella sua cella il 10 agosto 2019. Il medico legale ha stabilito che la sua morte è stata un suicidio per impiccamento. Gli avvocati di Epstein hanno contestato la conclusione e c'è stato un notevole scetticismo pubblico riguardo alla vera causa della sua morte, dando luogo a numerose teorie del complotto. Tuttavia, l'FBI ha dichiarato nel 2025 che presto rilascerà prove video che confermano che Jeffrey Epstein è morto per suicidio nella sua cella. Poiché la morte di Epstein ha impedito la possibilità di procedere con accuse penali contro di lui, un giudice ha archiviato tutte le accuse penali il 29 agosto 2019. Epstein aveva una relazione decennale con la socialite britannica Ghislaine Maxwell, che reclutava ragazze giovani per lui, portando alla sua condanna nel 2021 per accuse federali negli Stati Uniti di traffico sessuale e cospirazione per averlo aiutato a procurare ragazze, tra cui una 14enne, per abusi sessuali su minori e prostituzione.

## Biografia

### Primi anni
Nacque nel 1953 nel distretto di Brooklyn di New York City da genitori ebrei, Pauline (nata Stolofsky, 1918–2004) e Seymour G. Epstein (1916–1991). I suoi genitori si sposarono nel 1952, poco prima della sua nascita. La madre lavorava come collaboratrice scolastica. Suo padre ha lavorato per il Dipartimento dei Parchi e della ricreazione di New York City come giardiniere. Jeffrey Epstein era il maggiore di due fratelli, con Mark è cresciuto nel quartiere borghese di Sea Gate, Coney Island, Brooklyn.
Ha frequentato le scuole pubbliche locali, come la Mark Twain Junior High School. Nel 1967, Epstein si è iscritto presso il National Music Camp dell'Interlochen Center for the Arts. Musicista di talento, imparò a suonare il piano a cinque anni. Nel 1969 si è diplomato alla Lafayette High School, all'età di 16 anni, con due anni di anticipo. Nello stesso anno ha frequentato lezioni alla Cooper Union fino a quando, nel 1971, decise di cambiare college. Dal settembre 1971 ha frequentato il Courant Institute of Mathematical Sciences presso la New York University ritirandosi nel 1974 senza laurearsi.

### Insegnamento
Ha iniziato a lavorare nel settembre 1974 come insegnante di fisica e matematica presso la Dalton School nell'Upper East Side di Manhattan, dove fino al giugno 1974 era stato preside Donald Barr. Epstein ha insegnato fino a quando fu licenziato nel giugno 1976. In quegli anni conobbe Alan Greenberg, amministratore delegato della Bear Stearns, il cui figlio e figlia frequentavano l'istituto. La figlia di Greenberg, Lynne Koeppel, organizzò un incontro genitori-insegnanti, incontro durante il quale Greenberg fu colpito dalla notevole intelligenza di Epstein, al punto di assumerlo nella propria azienda.

### Bancario
Epstein entrò a far parte della Bear Stearns nel 1976 come assistente di basso livello. Si fece rapidamente notare diventando un trader di opzioni, lavorando nella divisione prodotti speciali, consigliando ai clienti più ricchi della banca, come il presidente della Seagram, Edgar Bronfman, strategie di mitigazione fiscale. Jimmy Cayne, il successivo amministratore delegato della banca, elogiò l'abilità di Epstein con clienti facoltosi e nella gestione di prodotti complessi. Nel 1980, quattro anni dopo essersi unito alla Bear Stearns, Epstein divenne socio in accomandita semplice. Nel 1981, gli fu chiesto di lasciare l'azienda a causa di violazioni della politica, violazione interne delle quali non fu chiarita realmente la natura. Anche dopo il brusco allontanamento, rimase vicino a Cayne e a Greenberg e cliente della Bear Stearns fino al suo crollo nel 2008.

### Consulenza finanziaria
Nell'agosto 1981, Epstein fondò una società di consulenza, l'Intercontinental Assets Group Inc., società che aiutava i clienti a recuperare denaro rubato da broker e avvocati fraudolenti. Epstein descrisse il suo lavoro in quel momento come un cacciatore di taglie di alto livello. A volte dovette lavorare come consulente per governi ed importanti uomini d'affari al fine di recuperare fondi sottratti, mentre altre volte lavorava per clienti che avevano sottratto fondi. Anche l'attrice e conduttrice televisiva, Ana Obregón fu una sua cliente. Nel 1982 Epstein la aiutò a recuperare milioni di dollari che suo padre aveva perso in investimenti sbagliati, quando i titoli della Drysdale Government Securities crollarono a causa di diverse frodi.
Epstein ha anche dichiarato ad alcune persone di essere un agente dei servizi segreti. Non è chiaro se questa affermazione fosse autentica, o detta per scherzo, o semplicemente falsa. Fatto è che, durante gli anni '80, Epstein possedeva un passaporto austriaco sotto nome falso, passaporto che indicava come suo luogo di residenza l'Arabia Saudita. La giornalista investigativa Vicky Ward ha dichiarato di essere stata informata nel 2017, da "un ex alto funzionario della Casa Bianca", che nel 2008 il procuratore distrettuale della Florida Alexander Acosta fu incaricato di gestire il caso criminale di Epstein: "Mi è stato riferito che Epstein apparteneva all'intelligence e che Epstein era al di sopra delle sue competenze".
Si scoprì che, durante questo periodo, uno dei clienti di Epstein fu Adnan Khashoggi, uomo d'affari saudita intermediario nel trasferimento di armi americane da Israele all'Iran, come parte dell'Irangate, scandalo politico avvenuto negli anni ottanta. Khashoggi era uno dei numerosi appaltatori della difesa che Epstein conosceva. A metà degli anni ottanta viaggiò più volte tra gli Stati Uniti, l'Europa e il sud-ovest asiatico. Mentre era a Londra, conobbe Steven Hoffenberg, che aveva conosciuto, sia grazie a Douglas Leese, appaltatore della difesa, che John Mitchell, ex procuratore generale degli Stati Uniti.

### Tower Financial Corporation
Nel 1987 Steven Hoffenberg assunse Epstein nel ruolo di consulente finanziario per la Tower Financial Corporation, un'agenzia di recupero debiti nei confronti di ospedali, banche e compagnie telefoniche. Hoffenberg ha assunto Epstein negli uffici di Villard House con un compenso di $25.000 mensili per il suo lavoro di consulenza, equivalenti a $55.000 nel 2018.
Hoffenberg ed Epstein si sono poi rivelati dei veri e propri predoni finanziari usando la Tower Financial come "nave" per le loro incursioni. Uno dei primi incarichi di Epstein fu il tentativo di acquistare nel 1987 la Pan American World Airways, ma il progetto fallì. Analogamente nel 1988 fallì il tentativo di acquisto della Emery Air Freight Corp. Durante questo periodo, Hoffenberg ed Epstein lavorarono a stretto contatto e viaggiarono sul jet privato di Hoffenberg.
Nel 1993, la Tower Financial Corporation divenne uno dei più grandi schemi Ponzi nella storia americana, schema che causò ai suoi investitori perdite per oltre 450 milioni di $. Nelle carte processuali su Hoffenberg emerge l'evidente coinvolgimento nello schema Ponzi anche di Epstein. Epstein lasciò la società verso la fine del 1988, prima del collasso e del fallimento, ma non fu mai accusato di essere coinvolto nella massiccia frode perpetrata nei confronti degli investitori. Non è noto se Epstein abbia acquisito fondi dallo schema Ponzi.

### Società di gestione finanziaria
Nel 1988, mentre Epstein era ancora consulente per Hoffenberg, fondò una sua società di gestione finanziaria, la J. Epstein & Company. Affermò che la società era stata costituita per gestire le attività di clienti aventi un patrimonio netto di oltre 1 miliardo di dollari, sebbene altri abbiano espresso scetticismo sul fatto che egli fosse così restrittivo nella sua scelta.
L'unico cliente miliardario pubblicamente noto di Epstein era Leslie Wexner, presidente e CEO di LBrands (precedentemente The Limited, Inc.) e Victoria's Secret. Nel 1986, incontrò Wexner a Palm Beach, in Florida, attraverso le loro reciproche conoscenze, il dirigente assicurativo Robert Meister e sua moglie. Un anno dopo, Epstein divenne consulente finanziario di Wexner divenendone presto il suo "braccio destro". Nel corso dell'anno aveva sistemato le finanze di Wexner. Nel luglio 1991, Wexner concesse ad Epstein la piena procura per i suoi affari, procura che consentì ad Epstein di assumere persone, firmare assegni, acquistare e vendere immobili, prendere in prestito denaro e fare qualsiasi altra cosa di natura giuridicamente vincolante per conto di Wexner.
Nel 1995, Epstein divenne direttore della Wexner Foundation e della Wexner Heritage Foundation. Fu anche il presidente della Wexner's Property, azienda di costruzioni che sviluppò la città di New Albany fuori Columbus, Ohio, dove viveva lo stesso Wexner. Epstein guadagnò milioni di dollari in commissioni, grazie alla gestione degli affari di Wexner. Sebbene mai impiegato da LBrands, corrispondeva frequentemente con i dirigenti dell'azienda. Epstein ha inoltre partecipato spesso alle sfilate di moda di Victoria's Secret, ospitando modelli e modelle nella sua casa di New York, oltre ad aiutare aspiranti modelle a lavorare con l'azienda.
Nel 1996, Epstein cambiò il nome della sua azienda in Financial Trust Company, e, per motivi fiscali, la fondò sull'isola di St.Thomas nelle Isole Vergini, trasferimento che consentì ad Epstein di ridurre le imposte federali sul reddito del 90%, di fatto le isole agirono come paradiso fiscale offshore, offrendo allo stesso tempo i vantaggi di far parte del sistema bancario degli Stati Uniti.

### Attività mediatiche
Nel 2003, Epstein fece un'offerta per acquisire il periodico New York, anche se non era il solo interessato all'acquisto. Infatti tra i pretendenti vi eranoː il dirigente pubblicitario Donny Deutsch, l'investitore Nelson Peltz, il magnate dei media e editore del New York Daily News, Mortimer Zuckerman, e il produttore cinematografico Harvey Weinstein. L'acquirente finale fu Bruce Wasserstein, banchiere di lunga data di Wall Street, pagando per il periodico 55 milioni di $.
Nel 2004, Epstein e Zuckerman finanziarono complessivamente per 25 milioni di $, Radar, una rivista di celebrità e cultura pop fondata da Maer Roshan. Epstein e Zuckerman erano soci paritetici nell'impresa. Roshan, in qualità di caporedattore, mantenne una piccola quota di proprietà.

### Startup israeliana

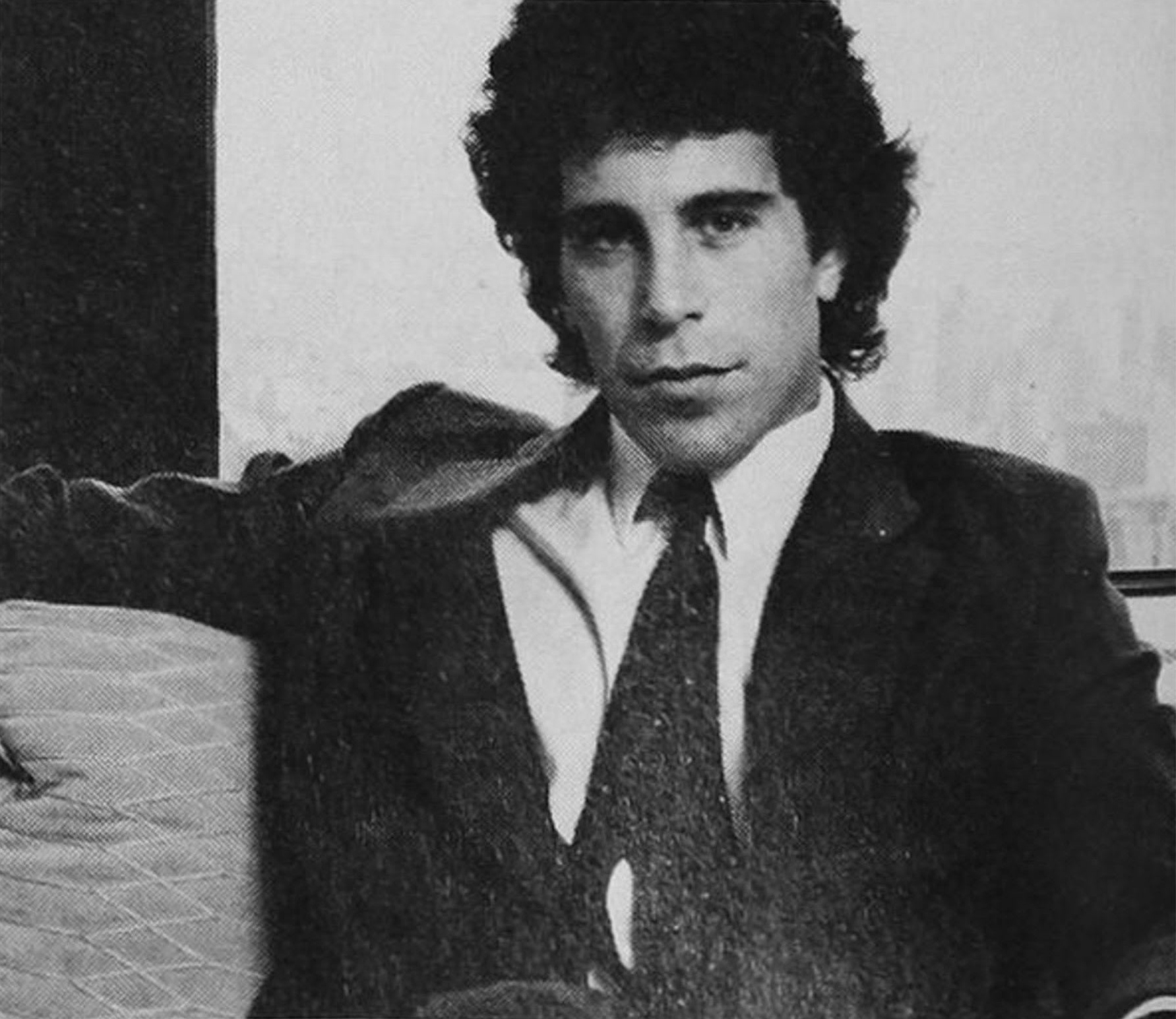
Epstein nel 1980

Nel 2015, il quotidiano israeliano Haaretz ha riferito che Epstein ha investito in una startup, la Reporty Homeland Security, poi rinominata Carbyne. La startup era collegata all'industria della difesa israeliana, ed era guidata da Ehud Barak, ex primo ministro israeliano, ex ministro della difesa ed ex capo di stato maggiore delle forze di difesa israeliane. I CEO della compagnia furono Amir Elihai, ufficiale delle forze speciali, e Pinchas Bukhris, direttore della compagnia e contemporaneamente direttore generale del ministero della difesa e comandante dell'unità informatica IDF 8200. Epstein e Barak, il capo di Carbyne, erano vicini di casa, ed Epstein spesso gli offriva alloggio in uno dei suoi appartamenti situato al 301 della East 66th Street di Manhattan. Epstein aveva esperienze passate con la ricerca e il settore militare di Israele. Nell'aprile del 2008 Epstein si recò in Israele, incontrò numerosi ricercatori e visitò diverse basi militari israeliane. Durante questo viaggio, pensò di rimanere in Israele al fine di evitare il processo e l'eventuale detenzione per le accuse di crimini sessuali; tuttavia, scelse di ritornare negli Stati Uniti.

### Liquid Funding Ltd. m.t. (b.a.l.)
Tra il 2000 ed il 2007 Epstein fu presidente della società Liquid Funding Ltd. La società fu una delle prime, pioniera nella diffusione di un certo tipo di debito che poteva essere accettato in caso di riacquisto, una sorta di mercato di mutui commerciali e residenziali nella forma di pronti contro termine, dove un finanziatore paga un investitore in cambio di titoli che l'investitore accetta di riacquistare in un secondo momento a prezzo concordato. L'innovazione della Liquid Funding e di altre prime società fu di avere come sottostanti, mutui commerciali e residenziali, al posto di azioni e obbligazioni.
Inizialmente, il Liquid Funding era posseduto al 40% da Bear Stearns. Grazie all'aiuto delle agenzie di rating del credito, Standard & Poor's, Fitch Ratings e Moody's Investors Service, i nuovi titoli in bundle furono creati per le società, in modo da ottenere un rating AAA oro. L'implosione di titoli così complessi, a causa dei loro rating inaccurati, condusse, nel marzo 2008, al fallimento di Bear Stearns, dando il via alla crisi finanziaria del 2007-2008 e alla successiva Grande recessione. Se il Liquid Funding fosse rimasto in possesso di grandi quantità di tali titoli come garanzia, avrebbe potuto perdere grandi quantità di denaro.

### Secondo procedimento penale

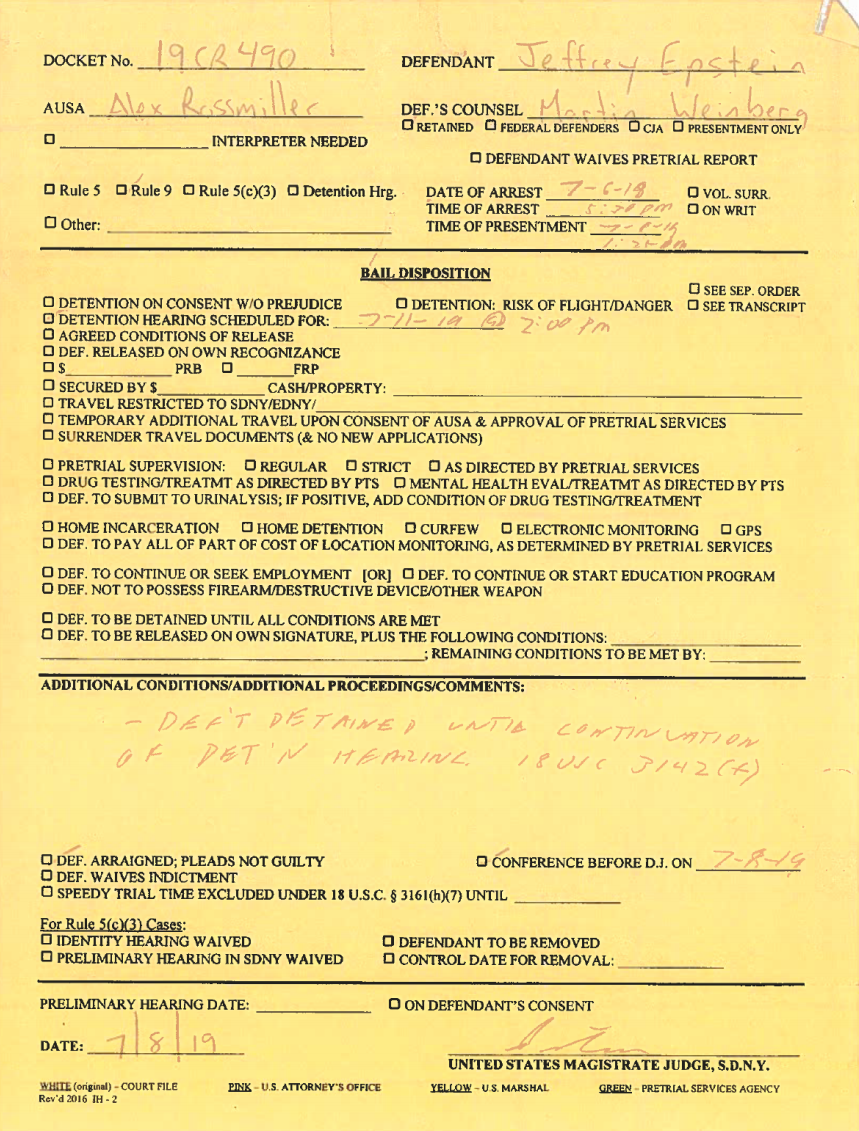
Documenti federali riguardanti Jeffrey Epstein dopo che gli è stata negata la cauzione

Il 6 luglio 2019, Epstein venne arrestato all'aeroporto di Teterboro nel New Jersey con l'accusa di traffico di minorenni. Fu incarcerato al Metropolitan Correctional Center di New York City, lo stesso carcere che ha ospitato delinquenti del calibro di John Gotti, Joaquín "El Chapo" Guzmán e Paul Manafort.
Secondo diversi testimoni e diverse fonti, il giorno del suo arresto, circa una dozzina di agenti dell'FBI hanno perquisito, grazie ad un mandato, la sua casa a Manhattan, la Herbert N. Straus House. Tale perquisizione rivelò prove del traffico di minorenni, trovando anche "centinaia di fotografie sessualmente allusive di donne completamente o parzialmente nude". Venne confermato che alcune foto ritraevano ragazze minorenni. In una cassaforte chiusa furono trovati compact disc con etichette scritte a mano con accurate descrizioni. Nella stessa cassaforte vennero trovati anche 70.000 $ in contanti, una pistola, 48 diamanti, e un falso passaporto austriaco con la foto di Epstein accompagnata da un altro nome. Il passaporto aveva numerosi timbri di entrata e di uscita, compresi quelli che mostravano il suo uso per entrare, nel corso degli anni '80, in Francia, Spagna, Regno Unito e Arabia Saudita. Il passaporto indicava come luogo di residenza l'Arabia Saudita. Secondo i suoi avvocati a Epstein era stato consigliato di acquisire il passaporto a causa della presunta probabilità di essere rapito all'estero "in quanto membro benestante della fede ebraica".
L'8 luglio 2019, i pubblici ministeri dell'Unità di corruzione pubblica del distretto meridionale di New York lo accusarono di traffico di minorenni e cospirazione. L'accusa della gran giuria sostenne che "dozzine" di ragazze minorenni furono portate nelle dimore di Epstein per incontri sessuali.
Gli avvocati di Epstein esortarono il tribunale ad accettare una cauzione, offrendo di incassare fino a 600 milioni di dollari di obbligazioni (inclusi 100 milioni da suo fratello Mark) in modo da poter lasciare la prigione e sottoporsi agli arresti domiciliari nella sua residenza di New York City. Il giudice distrettuale americano Richard M. Berman respinse la richiesta il 18 luglio 2019, affermando che Epstein rappresentava un pericolo per il pubblico, essendovi anche un serio rischio di fuga.

#### Indagine in Francia
Il 23 agosto 2019, a due settimane dalla morte, la procura di Parigi avviò un'indagine postuma su Epstein. Le accuse erano per i reati di stupro e aggressione sessuale nei confronti di minori (di età pari o inferiore a 15 anni) e associazione a delinquere. I pubblici ministeri hanno affermato che l'obiettivo dell'indagine fu quella di individuare i possibili crimini commessi in Francia.

## Reazioni

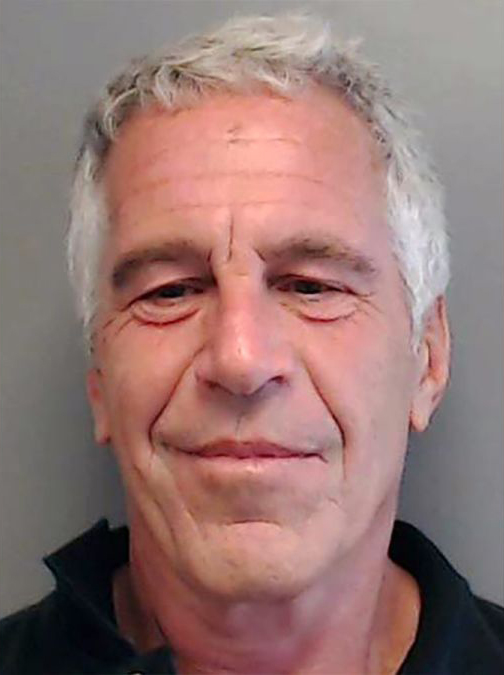
La foto segnaletica di Jeffrey Epstein nel 2013

L'accordo di immunità e la clemenza giuridica che ricevette furono oggetto di controversie pubbliche. Il capo della polizia di Palm Beach ha accusato lo Stato di fornirgli un trattamento preferenziale, mentre il Miami Herald ha affermato che il procuratore americano Acosta, prima dell'arresto, concesse ad Epstein "l'affare di una vita". A seguito dell'arresto nel luglio 2019, con l'accusa di traffico di minorenni, Acosta rassegnò le dimissioni dalla carica di segretario del lavoro a decorrere dal 19 luglio 2019.
Dopo che le accuse furono rese pubbliche, diverse persone e istituzioni hanno restituito le donazioni ricevute da Epstein, tra cui Eliot Spitzer, Bill Richardson, e il dipartimento di polizia di Palm Beach. La Harvard University ha annunciato che non avrebbe restituito il denaro. Sono state anche messe in discussione varie donazioni di beneficenza per finanziare l'educazione dei bambini.
Il 18 giugno 2010, l'ex direttore della casa di Epstein, Alfredo Rodriguez, fu condannato a 2 anni di carcere per non aver testimoniato contro Epstein, e, successivamente per aver tentato di vendere un diario in cui aveva registrato le attività di Epstein. L'agente speciale dell'FBI Christina Pryor ha esaminato il materiale e ha concordato che si trattava di informazioni "che sarebbero state estremamente utili per indagare e perseguire il caso, compresi nomi e informazioni di contatto di testimoni materiali e vittime aggiuntive".

## Registrazioni video

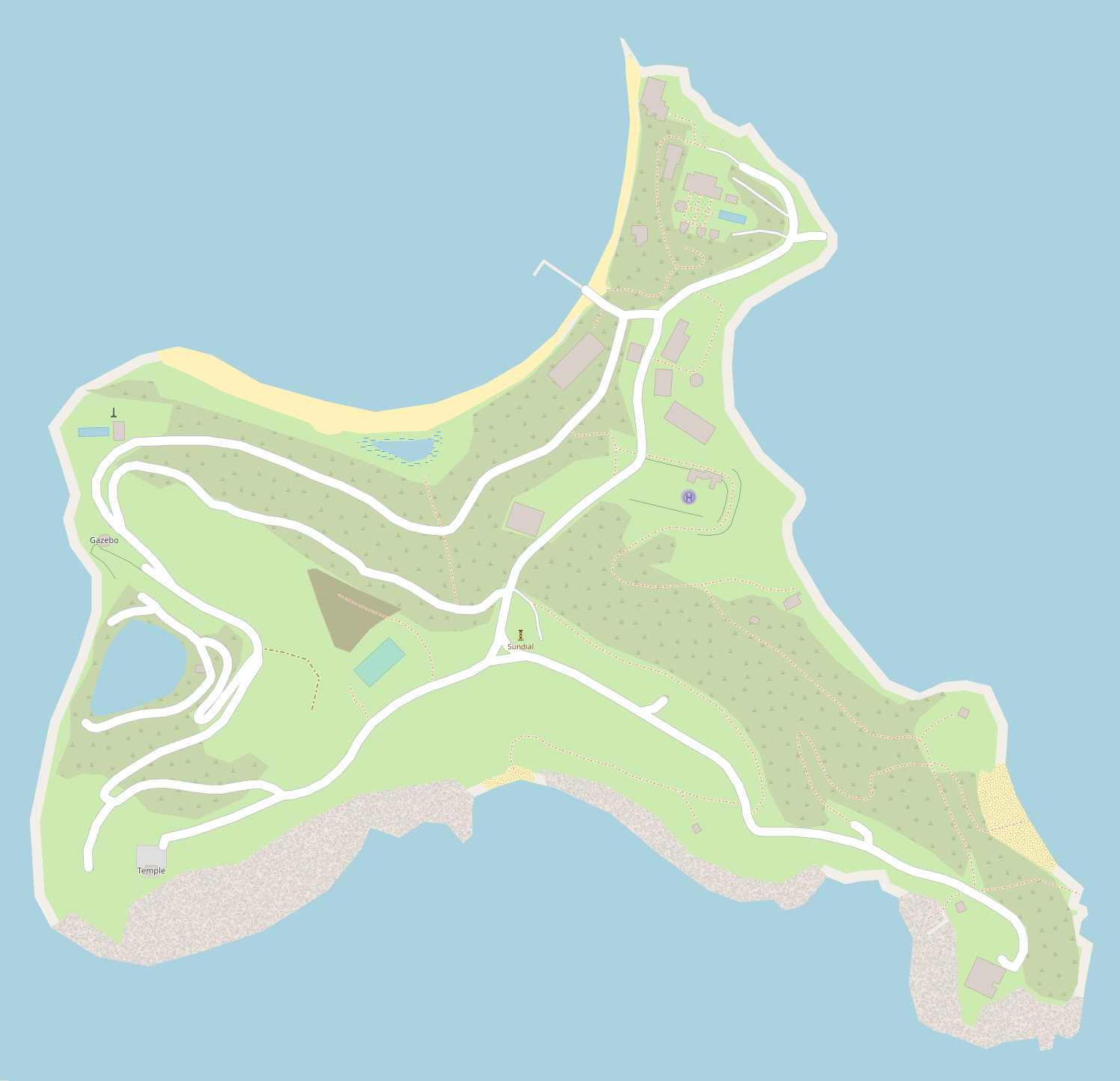
L'isola privata di Epstein nelle Isole Vergini.

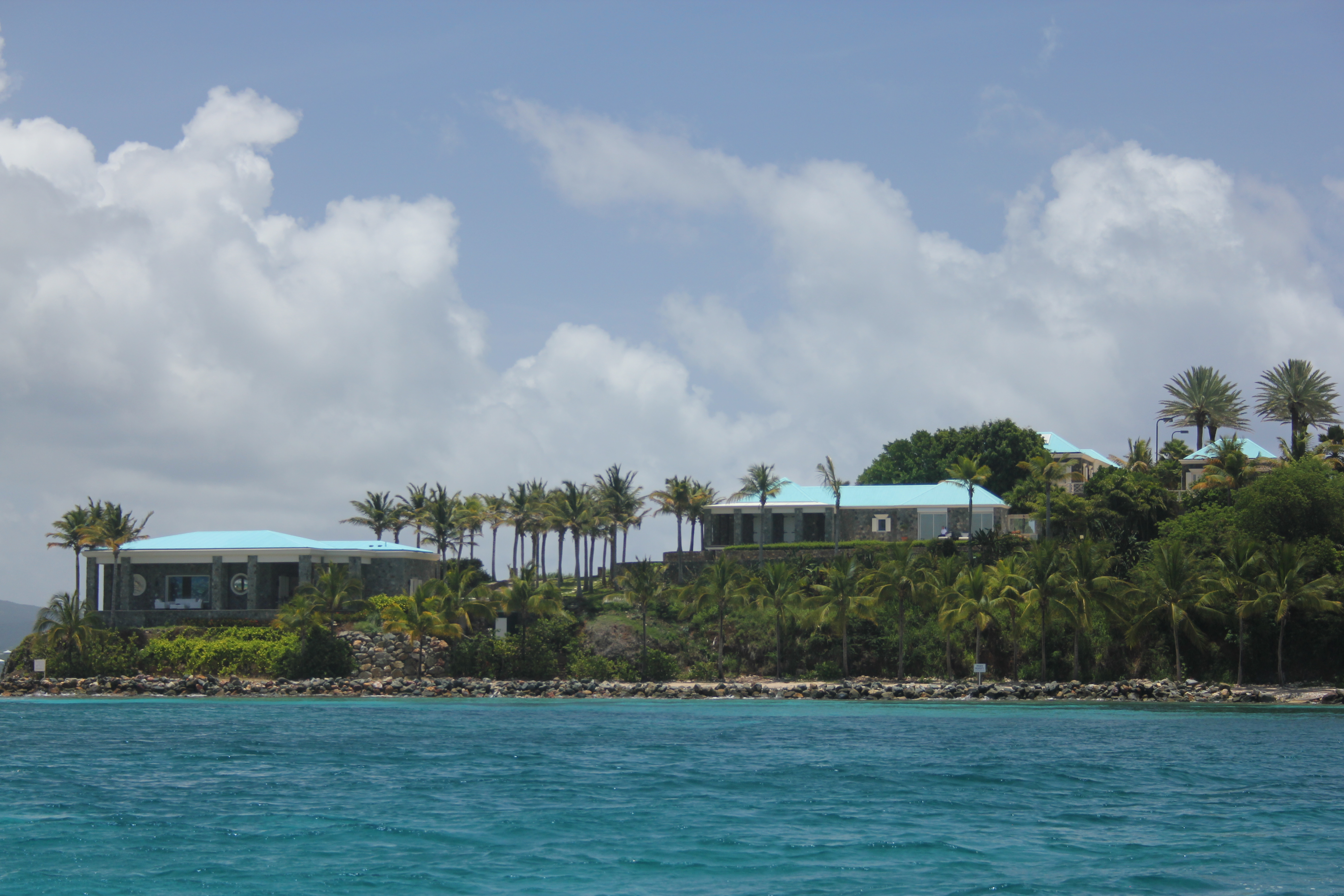
L'isola privata di Epstein di Little St. James nelle Isole Vergini Americane.

Epstein ha installato telecamere nascoste in numerosi luoghi nelle sue proprietà, presumibilmente per registrare attività sessuali con ragazze minorenni per scopi criminali, e come ricatto. Ghislaine Maxwell, la compagna di Epstein, disse a un amico che l'isola privata di Epstein nelle Isole Vergini Americane era completamente cablata. Fu anche riferito che la dimora di Epstein a New York era ampiamente cablata con un sistema di videosorveglianza. Epstein presumibilmente "prestò" ragazze a persone potenti per ingraziarsele ed anche per poterle ricattare. Secondo il Dipartimento di Giustizia, ha tenuto tutti i filmati su compact disc nella cassaforte nella sua dimora di New York con etichette scritte a mano che descrivevano minuziosamente il rapporto.

## Inchieste giudiziarie
Noto soprattutto per il suo traffico di minori e stretti legami con molte élite mondiali, Epstein ha iniziato la sua carriera nel settore finanziario presso la banca d'investimenti Bear Stearns, prima di costituire la sua società, la J. Epstein & Co. Fino alla sua prima condanna per crimini sessuali del 2008, Epstein era un miliardario che si occupava di finanza, politica in una sorta di frenetiche frequentazioni tra finanzieri, politici ed élite culturali.
Nel 2005, la polizia di Palm Beach, in Florida, iniziò ad indagare su Epstein dopo che un genitore si era lamentato per le molestie ricevute dalla figlia di 14 anni. Epstein alla fine si è dichiarato colpevole e nel 2008 fu condannato da un tribunale statale della Florida per aver sollecitato una prostituta e per aver procurato una minorenne per prostituzione. Ha scontato 13 mesi di custodia con rilascio per lavoro, nell'ambito di un patteggiamento, in cui funzionari federali avevano identificato 36 ragazze di appena 14 anni che erano state molestate.
Epstein è stato nuovamente arrestato il 6 luglio 2019, con l'accusa federale di traffico di minori in Florida e New York. Il principe Andrea, il secondo figlio maschio della Regina Elisabetta II fu coinvolto, dichiarandosi però pronto a collaborare alle indagini.

### Jane Doe vs. Epstein e Trump(2016)
Una causa federale presentata in California nell'aprile 2016, contro Epstein e Donald Trump da una donna californiana, sosteneva che i due uomini l'avevano aggredita sessualmente in una serie di feste nella residenza di Epstein a Manhattan nel 1994, quando aveva 12 anni. La causa fu respinta da un giudice federale nel maggio 2016 in quanto non aveva sufficienti motivazioni valide ai sensi dell'attuale legge federale. La donna ha presentato un'altra causa federale a New York nel giugno 2016, ma fu ritirata tre mesi dopo, apparentemente senza essere scontata con gli imputati. Una terza causa federale fu depositata, sempre a New York nel settembre 2016.
Le ultime due includevano dichiarazioni giurate di un testimone anonimo che attestava le accuse, affermando che Epstein la impiegò per procurarsi delle ragazze minorenni per lui e per una persona anonima, dichiarando inoltre, che l'attore gli aveva riferito degli assalti nel momento in cui si sono verificati. L'attore, che aveva presentato anonimamente Jane Doe, era programmato per apparire in una conferenza stampa di Los Angeles sei giorni prima delle elezioni del 2016, ma improvvisamente ha annullato l'evento; il suo avvocato Lisa Bloom ha affermato che la donna aveva ricevuto molte minacce. La causa è stata ritirata il 4 novembre 2016. L'avvocato di Trump, Alan Garten, ha negato categoricamente le accuse, mentre Epstein ha rifiutato di commentare.

### Sarah Ransome vs. Epstein e Maxwell(2017)

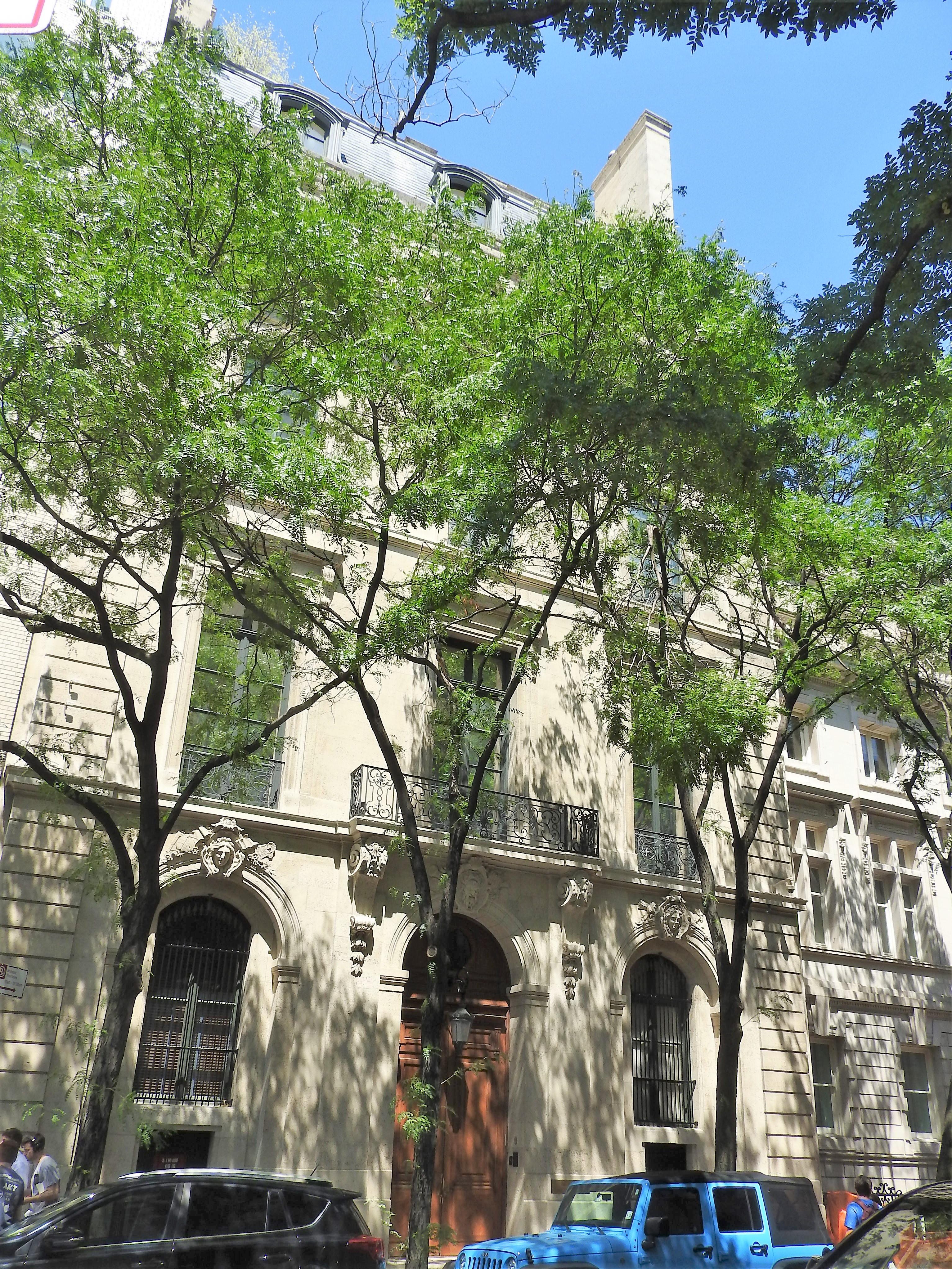
Epstein è stato accusato di traffico di minori nella sua dimora al 9 East 71st Street.

Nel 2017, Sarah Ransome ha intentato una causa contro Epstein e Maxwell, sostenendo che Maxwell l'aveva assunta per fare massaggi a Epstein. In seguito la donna aveva dichiarato che Epstein aveva minacciato di ucciderla o di distruggere le sue prospettive di carriera se non avesse soddisfatto le loro esigenze sessuali nella sua dimora a New York e sulla sua isola caraibica privata. La causa è stata risolta nel 2018 a condizioni non divulgate.

### Bradley Edwards vs. Epstein(2018)
Nel dicembre 2018 venne presentata in Florida una causa civile statale, dall'avvocato Bradley Edwards, contro Epstein. Il processo avrebbe dovuto offrire alle vittime la prima opportunità di presentare in pubblico le accuse. Tuttavia, il caso fu risolto il primo giorno del processo, con lo stesso Epstein che si scusava con Edwards.

### Maria Farmer vs. Epstein e Maxwell(2019)
Il 16 aprile 2019, una nuova accusatrice, Maria Farmer, uscì allo scoperto presentando una dichiarazione giurata presso il tribunale federale di New York, sostenendo che, nel 1996, lei e sua sorella di 15 anni, Anne, erano state aggredite sessualmente da Epstein e da Maxwell in luoghi separati. Secondo l'affidavit, la Farmer aveva incontrato, nel 1995, sia Epstein che Maxwell a un ricevimento presso una galleria d'arte di New York City. L'anno seguente, nell'estate del 1996, l'avevano assunta per lavorare a un progetto artistico nell'Ohio, dove era stata poi aggredita sessualmente. La Farmer ha testimoniato l'aggressione, sia presso il dipartimento di polizia di New York City che all'FBI.
La dichiarazione giurata di Farmer affermava inoltre che nel corso della stessa estate, Epstein portò la sorella, allora quindicenne, nella sua proprietà nel New Mexico, dove lui e Maxwell ne abusarono sessualmente su un lettino da massaggio.

### Jennifer Araoz vs. Epstein(2019)
Il 22 luglio 2019, mentre si trovava in prigione in attesa di processo, Epstein ricevette una petizione in merito a una causa civile presentata da Jennifer Araoz, la quale affermava che Epstein l'aveva violentata nella sua residenza di New York City quando aveva 15 anni. A partire dal 14 agosto 2019 nello Stato di New York i sopravvissuti ad abusi sessuali subiti in età minore hanno avuto un anno, da quella data, per intentare causa per tali reati, indipendentemente da quanto tempo fosse passato dall'abuso subito.

### Katlyn Doe, Lisa Doe e Priscilla Doe vs. Epstein(2019)
Tre donne hanno fatto causa a Epstein il 20 agosto 2019. Due delle donne avevano 17 anni e 20 anni quando hanno incontrato Epstein. Le donne hanno affermato di essere state reclutate, sottoposte ad atti sessuali indesiderati e controllate da Epstein e da una "vasta impresa" di cospiratori.

### Teresa Helm vs. Epstein(2019)
Cinque donne, Teresa Helm, Annie Farmer, Maria Farmer, Juliette Bryant e una donna non identificata, rappresentata da David Boies, hanno fatto causa ad Epstein nel novembre 2019, presso il Tribunale distrettuale federale di Manhattan, accusandolo di stupro, aggressione e sequestro di persona.

### Teala Davies vs. Epstein(2019)
Il 21 novembre 2019, Teala Davies è apparsa con il suo avvocato Gloria Allred annunciando la sua causa legale presso il tribunale federale di Manhattan contro la proprietà di Epstein. Davies dichiarò che dopo aver incontrato Epstein nel 2002, l'aveva aggredita e sfruttata sessualmente a New York, nel New Mexico, in Florida, nelle Isole Vergini e in Francia.

### J.J. Doe vs. Epstein(2019)
La causa venne presentata da Bradley Edwards per conto della sua cliente alla fine del dicembre 2019. L'accusatrice, J.J. Doe, viene descritta come una ragazza di 14 anni della contea di Palm Beach al momento dell'abuso sessuale avvenuto nel 2004.

### Isole Vergini vs. Epstein(2020)
Nel gennaio 2020 è stata intentata una causa presso la Corte Superiore delle Isole Vergini Americane, sostenendo che Epstein aveva gestito per oltre 20 anni una associazione a delinquere che aveva come obiettivo un traffico di minorenni, durato fino al 2018, con bambini e bambine la cui età partiva da appena 11 anni, avvenuto nelle isole caraibiche di proprietà di Epstein. Secondo il procuratore generale Denise George, le sue presunte attività criminali sulle isole vennero nascoste grazie ad una complessa rete di compagnie.

### Jane Doe vs. Maxwell e Epstein(2020)
Nel gennaio 2020 venne intentata una causa contro Maxwell ed Epstein. Questa causa sosteneva che avessero reclutato nel 1994 una studentessa di musica di 13 anni presso l'Interlochen Center for the Arts e avessero abusato di lei. La causa afferma che Jane Doe venne ripetutamente aggredita sessualmente da Epstein per un periodo di quattro anni e che Maxwell svolse un ruolo chiave sia nel suo reclutamento sia partecipando più volte agli assalti.

## Morte

La cella di Jeffrey Epstein dopo il suo presunto suicidio

Il 23 luglio 2019, tre settimane prima della sua morte, Epstein fu trovato privo di sensi nella sua cella con lesioni al collo. Epstein sosteneva di essere stato attaccato dal suo compagno di cella, in attesa di processo per quattro omicidi, mentre il personale correttivo sospettava un tentato suicidio. Dopo quell'incidente, fu messo in regime di controllo al fine di evitarne il suicidio. Sei giorni dopo, il 29 luglio 2019, ad Epstein fu rimosso il regime di controllo suicida e collocato in una speciale unità abitativa insieme ad un altro detenuto. Gli stretti collaboratori di Epstein dissero che era di "buon umore".
Il carcere informò il dipartimento di giustizia nel momento in cui Epstein fu posto nella speciale unità abitativa insieme ad un compagno di cella e che una guardia lo avrebbe controllato ogni 30 minuti. Ma queste procedure non vennero seguite la notte della sua morte. Il 9 agosto 2019 il compagno di cella di Epstein venne trasferito senza essere sostituito. Più tardi, la sera, in violazione della normale procedura della prigione, Epstein non venne controllato ogni 30 minuti. Le due guardie incaricate di controllare la sua unità si addormentarono e non lo controllarono per circa tre ore, falsificando i documenti correlati. Anche le due telecamere davanti alla cella di Epstein non funzionarono.
Epstein venne trovato morto nella sua cella al Metropolitan Correctional Center di New York alle 6:30 (ora italiana) del mattino il 10 agosto 2019. Il Bureau of Prisons affermò che le misure di salvataggio vennero immediatamente avviate dopo la scoperta del suo corpo. Furono chiamati i soccorritori e fu portato in ospedale. Il 10 agosto 2019 l'Ufficio delle Prigioni e il procuratore generale degli Stati Uniti William Pelham Barr definirono la morte del finanziere un apparente suicidio, sebbene non sia stata presa alcuna decisione definitiva. Le circostanze della sua morte sono state indagate dal Dipartimento di Giustizia.

### Autopsia
L'11 agosto 2019 fu eseguita l'autopsia. Dai referti risultò che Epstein subì più rotture delle ossa del collo, tra cui anche quella dell'osso ioide. Tali rotture possono riscontrarsi sui corpi dei suicidi, ma sono più comuni nelle vittime di un omicidio tramite strangolamento.
Il 16 agosto 2019 Barbara Sampson, un ufficiale medico di New York, decretò il suicidio di Epstein tramite impiccamento. Il medico legale, secondo il consiglio della difesa di Epstein, esaminò solo nove minuti di riprese da una telecamera di sicurezza per aiutarlo a giungere alla conclusione. Il patologo di Epstein, Michael Baden, presente durante l'esame, non fu in grado di discutere il risultato dal momento che, a partire dal 16 agosto 2019, era vincolato da un ordine dall'ufficio del medico legale e dalla proprietà di Epstein. Gli avvocati di Epstein affermarono che le prove relative alla morte di Epstein erano "molto più coerenti" con l'omicidio che con il suicidio.

### Ultime volontà e telecamere
Il 18 agosto 2019 venne data notizia che Jeffrey Epstein aveva firmato le sue ultime volontà e il testamento l'8 agosto 2019, due settimane dopo essere stato ferito nella sua cella e due giorni prima della sua morte. Fino a quel momento Epstein aveva depositato denaro nei conti delle commissioni degli altri detenuti per evitare di essere attaccato. Nel testamento nominò due impiegati di vecchia data come esecutori e donò immediatamente tutti i suoi beni, compresi quelli rimasti nella sua proprietà, ad un trust.
Una settimana dopo è emerso che almeno una telecamera nel corridoio fuori dalla cella di Epstein aveva dei filmati ma inutilizzabili, sebbene nella zona fossero stati registrati altri filmati e utilizzabili. Due telecamere mal funzionanti davanti alla cella di Epstein furono inviate a un laboratorio criminale dell'FBI per essere esaminate. I pubblici ministeri federali hanno citato in giudizio 20 ufficiali per la causa della morte.

### Sepoltura
Dopo l'autopsia, il corpo di Epstein fu rivendicato da un "socio non identificato", che in seguito rivelò essere suo fratello, Mark. Il 5 settembre, il corpo di Epstein fu sepolto in una tomba anonima accanto a quelle dei suoi genitori nel cimitero I.J. Morris Star of David a Palm Beach, in Florida. Anche i nomi dei suoi genitori furono rimossi dalla loro lapide per evitare atti vandalici.

## Nella cultura di massa
HBO sta creando una serie limitata sulla vita e la morte di Epstein. Anche SonyTV e Lifetime hanno lavori simili in corso. L'ultima puntata (The Gang Discovers Who Killed Jeffrey Epstein) della quarta stagione (prima messa in onda il 28 maggio 2020) della serie televisiva The Good Fight ha come soggetto proprio la misteriosa morte di Epstein. La serie di documentari Netflix, Jeffrey Epstein: Filthy Rich è stata presentata in anteprima nel maggio 2020.
Il 1º luglio 2020 è apparsa una statua di Epstein ad Albuquerque, nel New Mexico.
Il filmato di Trump ed Epstein che parlano alla festa di Mar-a-Lago del 1992 appare nella commedia del 2020 Borat - Seguito di film cinema, dove viene mostrato il filmato che ispira Borat Sagdiyev a donare sua figlia adolescente a qualcuno nella cerchia ristretta di Trump. Più avanti nel film, uno dei figli di Borat cambia anche il suo nome in Jeffrey Epstein.